# Михайло Маневски
Михайло Пане Маневски (на македонска литературна норма: Михајло Маневски) е юрист и политик от Северна Македония.

## Биография
Михайло Пане Маневски е роден на 26 декември 1937 г. във велешкото Башино село, тогава в Кралство Югославия, днес в Северна Македония. През 1960 г. завършва Юридическия факултет на Скопския университет. В периода 1966-1976 г. е заместник окръжен прокурор в Скопие. Между 1976 и 1984 г. е заместник-прокурор на Социалистическа Република Македония.
По-късно до 1986 г. е председател на Окръжния съд в Скопие. От 1986 до 1991 г. е избран за член на Изпълнителния съвет на СРМ и като такъв за републикански секретар (с ранг на министър) за правосъдие. Между 1994 и 2000 г. работи като съветник в правителството, а през 2000 г. става заместник-прокурор на Република Македония. От 2006 до 2011 г. е министър на правосъдието на републиката.